# Alfred Koechlin-Schwartz
Pour les articles homonymes, voir Alfred Koechlin.
Alfred Koechlin, prononcé ke'klɛ̃, (16 septembre 1829 à Mulhouse - 5 février 1895 à Grasse), également connu sous le nom d'Alfred Koechlin-Schwartz à la suite de son mariage avec Emma Schwartz, était un industriel et homme politique français.
Il ne doit pas être confondu avec Alfred Koechlin-Steinbach (1825-1872), un cousin du père d'Alfred Koechlin-Schwartz, qui est lui aussi député (1871).

## Biographie
Il est le neveu de trois maires de Mulhouse : Émile Koechlin, Jean et Émile Dollfus.
Maire du 8e arrondissement de Paris, son nom est mêlé pour la première fois aux polémiques de la presse en 1887, lorsque, présidant comme officier de l'état civil à la cérémonie du mariage d'une princesse de la famille d'Orléans, il emploie la qualification de Monseigneur. Vivement attaqué pour ce fait par divers journaux républicains qui réclamèrent sa révocation, Alfred Kœchlin est cependant maintenu en fonction par le gouvernement, jusqu'au jour où sa brusque adhésion au mouvement « boulangiste » le fait destituer (1888).
Candidat sous cette étiquette, il est député du Nord (1888-1889). À la Chambre, il prend place dans le petit groupe des partisans du général Boulanger.
Après la fin de cette législature, Koechlin s'occupe de sa propriété du Cap d'Antibes et de voyages (Indes, Caucase, Extrême-Orient, Laponie, etc). 
Il abandonne sa femme pour vivre avec l'actrice Jane Essler, avec qui il fait ses grands voyages, avant de se fixer avec elle à Antibes où ils reposent ensemble au cimetière de Rabiac.

## Distinctions
- Légion d'honneur :
  -  Chevalier de la Légion d'honneur (14 décembre 1871).
  -  Officier de la Légion d'honneur (20 octobre 1878).
  -  Commandeur de la Légion d'honneur (11 juillet 1882).
- Médaille d'honneur de 2nde classe en or, pour blessures graves reçues à plusieurs incendies[4].

## Pour approfondir